# Riu Athabasca
El riu Athabasca (en anglès Athabasca River) és un llarg riu que s'origina a la glacera Columbia, al camp de gel Columbia, Parc Nacional de Jasper, dins la província d'Alberta, Canadà. El riu desemboca al llac Athabasca, dins el Parc nacional Wood Buffalo, després de 1.231 quilòmetres de recorregut. El riu pertany a la conca del riu Mackenzie, les aigües del qual desemboquen a l'oceà Àrtic.

## Història
Les tribus sekani, shuswap, kutenai, salish, stoney i cree, totes elles pertanyents a les Primeres Nacions, caçaven i pescaven al llarg del riu abans de l'arribada de la colonització europea. Des d'aproximadament 1778, els rius Athabasca i Clearwater, que s'uneix a l'Athabasca procedent de l'est a Fort McMurray, i el Methye Portage formaren part de la principal ruta de comerç de pells que unia el riu Mackenzie amb els Grans Llacs.
David Thompson i Thomas l'Iroquès viatjaren a través de l'Athabasca Pass el 1811. El 1862 l'àrea d'Athabasca Springs va ser emprada com a zona de pas durant la Febre de l'or de Cariboo.

## Recorregut

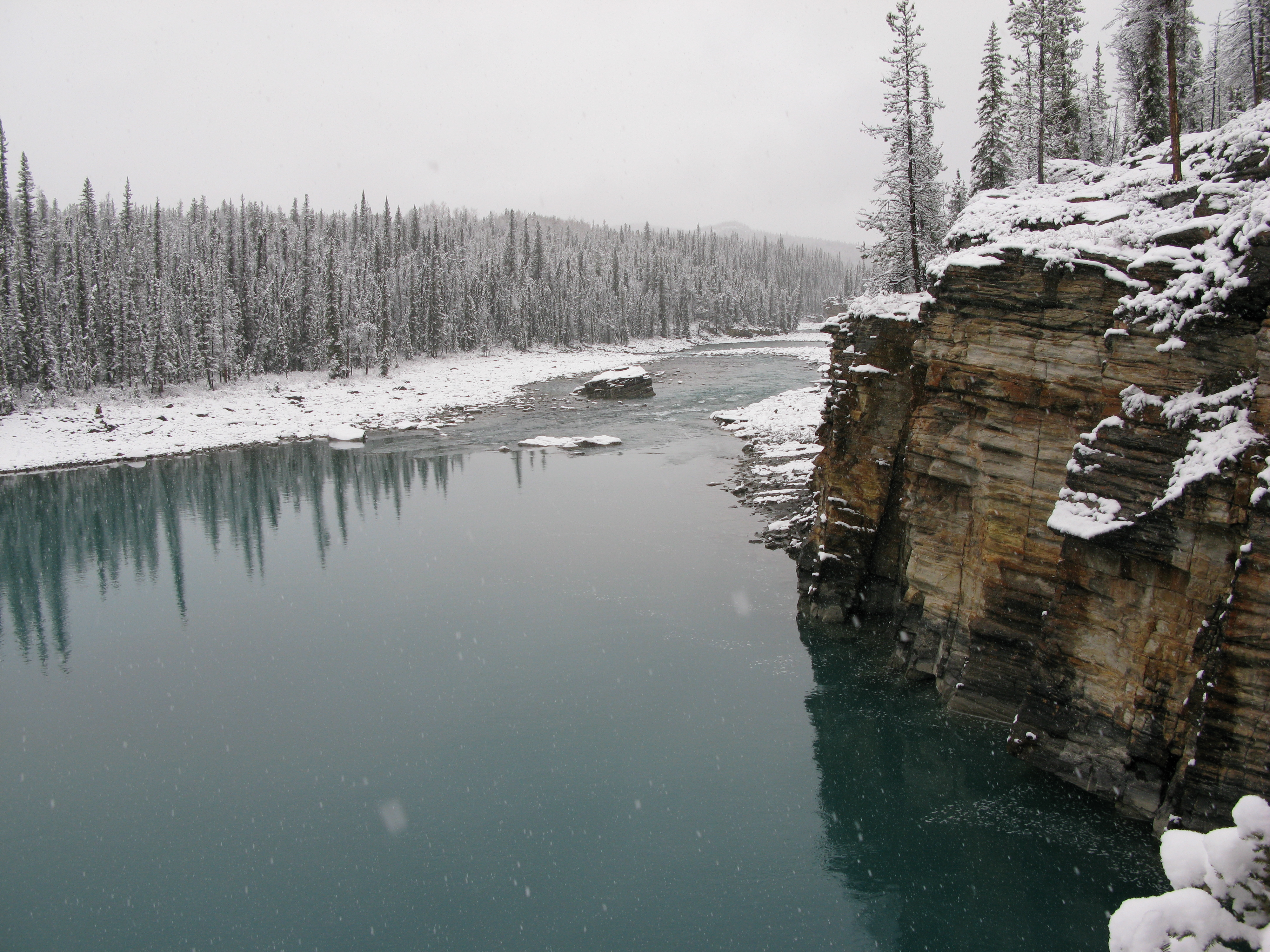
Riu Athabasca dins el Parc Nacional de Jasper.

El riu Athabasca neix dins el Parc Nacional de Jasper, en un llac sense nom, als peus de la glacera Athabasca, la qual forma part del camp de gel Columbia, entre el mont Columbia, el Snow Dome i la serralada Winston Churchill, a uns 1.500 metres d'altitud.
El riu discorre entre nombroses glaceres i gorges. Al llarg del seu recorregut el riu passa per nombrosos parcs nacionals i provincials. El seu curs està marcat pels ràpids, la qual cosa impedeix la navegació al sud-oest de Fort McMurray.
Els principals afluents són els rius McLeod (ca. 270 km), Pembina (547 km), Clearwater (295 km) i Firebag (170 km).
Diverses comunitats estan situades al llarg del seu recorregut: Jasper, Brule, Entrance, Hinton, Whitecourt, Fort Assiniboine, Smith, Athabasca, Fort McMurray i Fort MacKay.